# Barlekha Upazila
Barlekha es una upazila del distrito de Maulvi Bazar de Bangladés.

## Geografía
Barlekha es una upazila de Distrito de Maulvi Bazar de Sylhet División. Barlekha limita al norte con Beanibazar Upazila, al sur con Kulaura Upazila y Juri Upazila, al este con Assam (India) y al oeste con Golabganj Upazila  y Fenchuganj Upazila.
- Datos: Q3344950
- Multimedia: Barlekha Upazila / Q3344950